# Одеська ТЕЦ
Одеська ТЕЦ — теплоелектроцентраль міста Одеси. Найпотужніше електрогенеруюче підприємство області.

## Підприємство
ПАТ «Одеська ТЕЦ» створене шляхом корпоратизації ДП «Одеська ТЕЦ» згідно з наказом Мінпаливенерго України від 16 липня 2001 року. Одеська ТЕЦ до вересня 1998 року входила як структурний підрозділ до складу ДАК «ЕК Одесаобленерго» i була виділена у окремо державне підприємство відповідно до наказу Міненерго України від 3 вересня 1998 року.

### Організаційна структура
Функціональними одиницями підприємства є цехи, відділи та дільниці. Кожний функціональний підрозділ очолюється начальником (цеху, відділу тощо). До складу експлуатаційних цехів відносяться:
- котлотурбінний цех,
- хімічний цех,
- електричний цех.

Експлуатаційні цехи мають у своєму складі начальників змін, яким підпорядкований оперативний персонал. У свою чергу начальники змін цехів оперативно підпорядковуються начальнику зміни станції.
До виконання ремонтних функцій залучені підрозділи:
- цех централізованого ремонту, цех теплового контролю та автоматики,
- виробнича лабораторія металів,
- ремонтно-будівельна дільниця.

Обслуговування з матеріально-технічного та транспортного забезпечення здійснює відділ матеріального забезпечення та відділ транспортного забезпечення. Загальне господарське забезпечення здійснює відділ господарського обслуговування та житлово-комунальний відділ. Охорона праці на підприємстві покладена на відділ охорони праці. Охорона майна підприємства здійснюється власною воєнізованою охороною.

## Історія

Фінансові показники підприємства

- 1950 рік — Введена в експлуатацію перша черга обладнання Одеської теплоелектроцентралі. Це були 4 парові котли фірми «Зульцер» по 50 т/ч та 2 турбіни фірми ББЦ-ЛАПТ і ЕШЕР-ВІСС потужністю 12 МВт.

- 1953–1957 р.р. будується друга черга електроцентралі: 5 котлів типу ТП-170 та 4 турбогенератори.

- 1966 рік введено в експлуатацію останній паровий котел ТП-47 № 10 2-ї черги. Встановлена електрична потужність станції становить 168–173 МВт. Основне паливо для котлів — кам'яне вугілля та мазут.

- 1969 рік — ТЕЦ розпочала спалювати природний газ.

- 1974–1975 р.р. вводяться в дію два водогрійних котли ПТВМ-100.

- 1981 рік — списано обладнання першої черги.

- 1985 рік — на баланс ОТЕЦ передано котельню, яка находиться на окремому майданчику загальною тепловою потужністю 274 Гкал/год: три парові котли Е-50-14ГМ та два водогрійні котли КВГМ-100.

- 1988 рік — на ОТЕЦ введено в дію третій водогрійний котел ПТВМ-100. Сумарна теплова потужність станції на той час становить 934 Гкал/г.

- 1989 рік — теплоелектроцентраль повністю перейшла на спалювання природного газу, мазут залишився як резервне паливо.

На даний час встановлена електрична потужність ТЕЦ становить 68 МВт. Вся електроенергія відпускається в Оптовий ринок електричної енергії України. Загальна встановлена теплова потужність ОТЕЦ — 779 Гкал/год, у тому числі ТЕЦ — 505 Гкал/год, котельне відділення № 2 КТЦ ОТЕЦ — 274 Гкал/год. Теплова енергія відпускається споживачам гарячою водою (для опалення та гарячого водопостачання населення, бюджетних організацій та інших споживачів)